# Herminium souliei
Herminium souliei är en orkidéart som först beskrevs av Achille Eugène Finet, och fick sitt nu gällande namn av Robert Allen Rolfe. Herminium souliei ingår i släktet honungsblomstersläktet, och familjen orkidéer. Inga underarter finns listade i Catalogue of Life.